# The Silkie
The Silkie was een Britse folkgroep.

## Bezetting
- Sylvia Tatler (zang) (geb. 1945, Stoke-on-Trent, Staffordshire)
- Mike Ramsden (gitaar en zang) (geb. als Michael John Ramsden, 21 June 1943, Totnes, Devon)
- Ivor Aylesbury (gitaar en zang) (geb. 1943, Surrey)
- Kevin Cunningham (contrabas) (geb. als John Kevyn Cunningham, 1940, Liverpool, Lancashire)

## Geschiedenis
Hun allereerste opname was een flexi-disk, die werd geproduceerd in 1964 voor de Hull University Rag Week. Deze disk bevatte de drie nummers John Henry (A-kant) en All My Sorrows en Blood Red River (B-kant). Ze waren meestal thuis en speelden folkstijl-coverversies van songs, vooral Bob Dylan-composities. Navolgend op de diploma-uitreiking in 1964, brachten ze de gehele zomer door met werken in de Devon Coast Country Club in Paignton, waar ze ook veel avonden optraden op het podium in de balzaal. Gelijktijdig werkte daar ook de muzikant Rod Pont uit Liverpool, wiens laatste band Steve Day & the Drifters ook had gespeeld in de Cavern Club naast The Beatles.
Aan het begin van 1965, na hun verschijnen in de Cavern Club, waar ze hadden opgetreden naast The Spinners, werden ze opgemerkt door Brian Epstein, die Alistair Taylor aanwees als hun manager. Hun eerste single Blood River (juni 1965) bereikte een 14e plaats in de Wonderful Radio London Fab 40, maar maakte weinig indruk in de landelijke hitlijst. Hoe dan ook, deze werd opgevolgd door You've Got to Hide Your Love Away, een Lennon-McCartney-compositie en tevens hun enige hit.
Ze werden geholpen door John Lennon, Paul McCartney en George Harrison om een coverversie op te nemen van You've Got to Hide Your Love Away op 9 augustus 1965 in de IBS Studio's rond dezelfde periode als toen The Beatles hun eigen versie hadden uitgebracht op hun album Help!. De song bereikte in hetzelfde jaar een 28e plaats in het Verenigd Koninkrijk en een 10e plaats in de Amerikaanse Billboard Hot 100. Lennon produceerde, McCartney speelde gitaar en Harrison hield de tijd bij door op zijn gitaar te kloppen en speelde ook tamboerijn. Toen de opname klaar was, was Lennon zo tevreden met het resultaat, dat hij de song via de telefoon doorspeelde aan Brian Epstein en hem vertelde dat ze net een nummer 1-hit hadden opgenomen. The Silkie werd daarna ingeroosterd voor een tournee door de Verenigde Staten in december 1965 en hadden ook geboekt voor The Ed Sullivan Show en American Bandstand, maar ze waren niet in staat om de noodzakelijke visa en werkvergunningen te verkrijgen, zodat hun tournee naderhand moest worden afgelast. Twee verdere in 1966 gepubliceerde singles konden niet doordringen in de hitlijst en in de herfst ging de oorspronkelijke Silkie uit elkaar.

## Ramsden en Tatler
Mike Ramsden en Sylvia Tatler trouwden in januari 1966 en ze gingen daarna verder met optreden als duo voor verdere 35 jaar (soms met hun kinderen) en verschenen vaak in hun plaatselijke pub The Cott Inn in Dartington. Ramsden was ook te gast als zanger op het album Western Flier, naast de 20-jarige toetsenist Mike Batt, opgenomen in 1969 door de proto-psychedelische folkband Hapshash & the Coloured Coat. Ramsden kreeg een niertransplantatie in 1993, maar overleed vroegtijdig op 17 januari 2004 in Totnes op 60-jarige leeftijd.

## Discografie

### Singles
- 1965: Blood Red River
- 1965: You've Got to Hide Your Love Away
- 1966: Keys to My Soul
- 1966: Born to Be with You